# Parlamentswahl in Namibia 2004
Die Parlamentswahlen in Namibia 2004 wurden am 15. und 16. November 2004 durchgeführt und fanden zeitgleich mit der Präsidentschaftswahl statt. Es standen neun Parteien zur Wahl, wobei den 977.742 stimmberechtigten Personen die Möglichkeit gegeben wurde, in einem der insgesamt 1168, teilweise mobilen, Wahllokale zu wählen. Die Wahlen wurden von Beobachtern als frei und fair eingestuft.

## Wahlkampf
Der Wahlkampf wird als eher farblos beschrieben was daran lag, dass die Opposition über keine herausragenden Persönlichkeiten verfügte und nichts gegen die Dominanz der Regierungspartei SWAPO ausrichten konnte. Als Thema wurde nur eine mögliche Landreform diskutiert.

## Wahlergebnisse
- COD: 5
- SWAPO: 55
- UDF: 3
- Ernannte: 6
- NUDO: 3
- DTA: 4
- RP: 1
- MAG: 1

| Partei                                          | Stimmen | Stimmenanteile | Veränderung zu 1999 | Sitze | Veränderung zu 1999 |
| ----------------------------------------------- | ------- | -------------- | ------------------- | ----- | ------------------- |
| SWAPO                                           | 620.609 | 75,1 %         | −1,15 % ▼           | 55    | ±0 ▬                |
| Congress of Democrats (COD)                     | 59.464  | 7,2 %          | −2,74 % ▼           | 5     | −2 ▼                |
| DTA of Namibia (DTA)                            | 42.070  | 5,0 %          | −4,48 % ▼           | 4     | −3 ▼                |
| National Unity Democratic Organisation (NUDO)   | 34.814  | 4,1 %          | neu                 | 3     | neu                 |
| United Democratic Front (UDF)                   | 30.355  | 3,5 %          | +0,57 % ▲           | 3     | +1 ▲                |
| Republican Party (RP)                           | 16.187  | 1,9 %          | neu                 | 1     | neu                 |
| Monitor Action Group (MAG)                      | 6.950   | 0,8 %          | +0,13 % ▲           | 1     | ±0 ▬                |
| Namibia Democratic Movement for Change (NamDMC) | 4.380   | 0,5 %          | neu                 | –     | neu                 |
| SWANU of Namibia (SWANU)                        | 3.610   | 0,4 %          | +0,05 ▲             | –     | neu                 |
| durch Präsidenten ernannt                       |         |                |                     | 6     |                     |
| Insgesamt (Wahlbeteiligung 84,4 %) ▲            |         | 100 %          |                     | 78    |                     |

Quelle: Namibia Electoral Commission / Allgemeine Zeitung vom 17. März 2005